# Max Möller
Max Möller, noto anche con lo pseudonimo di Amerikaner (fl. XX secolo), è stato un militare tedesco funzionario delle SS e perpetratore dell'Olocausto.
Lavorò nel campo di sterminio di Treblinka durante l'Operazione Reinhard dell'Olocausto in Polonia.

## Biografia
Originario di Amburgo, Max Möller appartenn a un distaccamento di polizia prima del suo incarico a Treblinka. Lavorò nel campo di 2 Auffanglager, soprannominato "Amerikaner" dai prigionieri per la sua corporatura massiccia. I sopravvissuti alla rivolta dei prigionieri testimoniarono che Möller, insieme a Fëdor Fedorenko, aiutò August Miete nel Lazaret, dove gli ebrei vennero uccisi a bruciapelo all'arrivo al campo.
Möller divenne una figura notevole prima della rivolta dei prigionieri, perché sorvegliò l'armeria tedesca e dovette essere ingannato prima che le armi potessero essere rubate. Il prigioniero Sadovits disse a Möller che era necessario nella squadra dei lavoratori delle patate a causa dei problemi di lavoro. Lasciarono la caserma insieme, permettendo agli insorti di iniziare a prelevare le armi. Dopo la chiusura del campo, fu assegnato dalle SS alla regione di Trieste in Italia, nella zona d'operazioni del Litorale adriatico. Dopo la guerra scomparve e non si conoscono ulteriori dettagli sulla sua vita.